# Campionato mondiale femminile di pallavolo 2025
Il campionato mondiale femminile di pallavolo 2025, 20ª edizione dell'omonima competizione, si svolgerà dal 22 agosto al 7 settembre 2025 a Bangkok, Chiang Mai, Nakhon Ratchasima e Phuket, in Thailandia: al torneo parteciperanno trentadue squadre nazionali.

## Scelta della sede
Cinque federazioni si sono candidate per organizzare la competizione:
- Filippine
- Hong Kong
- Indonesia
- Thailandia
- Vietnam

Successivamente Filippine e Vietnam hanno ritirato la propria candidatura. Il 30 agosto 2024 la FIVB ha assegnato l'organizzazione del torneo alla Thailandia.

## Impianti
|                                                                                     |                                                           | |
|                                                                                     |                                                           | |
| Palazzetto dello sport Huamark Città: Bangkok Capienza: 1 500 Anno d'apertura: 1966 | CMECC Città: Chiang Mai Capienza: - Anno d'apertura: 2013 | Palazzetto dello sport Korat Chatchai Città: Nakhon Ratchasima Capienza: 5 000 Anno d'apertura: 2007 |
|                                                                                     |                                                           | |
| Stadio municipale Città: Phuket Capienza: 4 000 Anno d'apertura: -                  |                                                           | |

## Regolamento

### Formula
La formula ha previsto:
- Fase a gironi, disputata con girone all'italiana: le prime due classificate di ogni girone hanno acceduto alla fase finale.
- Fase finale, disputata con ottavi di finale, quarti di finale, semifinali, finale per il terzo posto e finale.

### Criteri di classifica
Se il risultato finale è stato di 3-0 o 3-1 sono stati assegnati 3 punti alla squadra vincente e 0 a quella sconfitta, se il risultato finale è stato di 3-2 sono stati assegnati 2 punti alla squadra vincente e 1 a quella sconfitta.
L'ordine del posizionamento in classifica è stato definito in base a:
- Numero di partite vinte;
- Punti;
- Ratio dei set vinti/persi;
- Ratio dei punti realizzati/subiti;
- Risultati degli scontri diretti.

## Squadre partecipanti
| Squadra         | Qualificazione                                             | Ultima partecipazione        |
| --------------- | ---------------------------------------------------------- | ---------------------------- |
| Argentina       | 2ª al campionato sudamericano 2023                         | / Paesi Bassi e Polonia 2022 |
| Belgio          | 3ª nel FIVB World Rankings tra le squadre non qualificate  | / Paesi Bassi e Polonia 2022 |
| Brasile         | 1ª al campionato sudamericano 2023                         | / Paesi Bassi e Polonia 2022 |
| Bulgaria        | 8ª nel FIVB World Rankings tra le squadre non qualificate  | / Paesi Bassi e Polonia 2022 |
| Camerun         | 3ª al campionato africano 2023                             | / Paesi Bassi e Polonia 2022 |
| Canada          | 3ª al campionato nordamericano 2023                        | / Paesi Bassi e Polonia 2022 |
| Cina            | 2ª al campionato asiatico e oceaniano 2023                 | / Paesi Bassi e Polonia 2022 |
| Colombia        | 3ª al campionato sudamericano 2023                         | / Paesi Bassi e Polonia 2022 |
| Cuba            | 9ª nel FIVB World Rankings tra le squadre non qualificate  | Giappone 2018                |
| Egitto          | 2ª al campionato africano 2023                             | Giappone 2006                |
| Francia         | 7ª nel FIVB World Rankings tra le squadre non qualificate  | Messico 1974                 |
| Germania        | 2ª nel FIVB World Rankings tra le squadre non qualificate  | / Paesi Bassi e Polonia 2022 |
| Giappone        | 3ª al campionato asiatico e oceaniano 2023                 | / Paesi Bassi e Polonia 2022 |
| Grecia          | 15ª nel FIVB World Rankings tra le squadre non qualificate | Germania 2002                |
| Italia          | 4ª al campionato europeo 2023                              | / Paesi Bassi e Polonia 2022 |
| Kenya           | 1ª al campionato africano 2023                             | / Paesi Bassi e Polonia 2022 |
| Messico         | 11ª nel FIVB World Rankings tra le squadre non qualificate | Giappone 2018                |
| Paesi Bassi     | 3ª al campionato europeo 2023                              | / Paesi Bassi e Polonia 2022 |
| Polonia         | 1ª nel FIVB World Rankings tra le squadre non qualificate  | / Paesi Bassi e Polonia 2022 |
| Porto Rico      | 5ª nel FIVB World Rankings tra le squadre non qualificate  | / Paesi Bassi e Polonia 2022 |
| Rep. Ceca       | 4ª nel FIVB World Rankings tra le squadre non qualificate  | / Paesi Bassi e Polonia 2022 |
| Rep. Dominicana | 1ª al campionato nordamericano 2023                        | / Paesi Bassi e Polonia 2022 |
| Serbia          | 1ª al campionato mondiale 2022                             | / Paesi Bassi e Polonia 2022 |
| Slovacchia      | 12ª nel FIVB World Rankings tra le squadre non qualificate | Debutto                      |
| Slovenia        | 13ª nel FIVB World Rankings tra le squadre non qualificate | Debutto                      |
| Spagna          | 14ª nel FIVB World Rankings tra le squadre non qualificate | Perù 1982                    |
| Stati Uniti     | 2ª al campionato nordamericano 2023                        | / Paesi Bassi e Polonia 2022 |
| Svezia          | 10ª nel FIVB World Rankings tra le squadre non qualificate | Debutto                      |
| Thailandia      | Paese organizzatore                                        | / Paesi Bassi e Polonia 2022 |
| Turchia         | 1ª al campionato europeo 2023                              | / Paesi Bassi e Polonia 2022 |
| Ucraina         | 6ª nel FIVB World Rankings tra le squadre non qualificate  | Cuba 1994                    |
| Vietnam         | 4ª al campionato asiatico e oceaniano 2023                 | Debutto                      |

## Torneo

### Prima fase
I gironi sono stati sorteggiati il 17 dicembre 2024 al The Grand Fourwings Convention Hotel di Bangkok.
| Girone A    | Girone B        | Girone C   | Girone D    |
| ----------- | --------------- | ---------- | ----------- |
| Egitto      | Belgio          | Brasile    | Argentina   |
| Paesi Bassi | Cuba            | Francia    | Rep. Ceca   |
| Svezia      | Italia          | Grecia     | Slovenia    |
| Thailandia  | Slovacchia      | Porto Rico | Stati Uniti |
| Girone E    | Girone F        | Girone G   | Girone H    |
| Bulgaria    | Cina            | Germania   | Camerun     |
| Canada      | Colombia        | Kenya      | Giappone    |
| Spagna      | Messico         | Polonia    | Serbia      |
| Turchia     | Rep. Dominicana | Vietnam    | Ucraina     |

#### Girone A

##### Risultati
| 22 agosto 2025 Palazzetto dello sport Huamark, Bangkok Durata: - Spettatori: | Paesi Bassi |  | Svezia      |  |
| 22 agosto 2025 Palazzetto dello sport Huamark, Bangkok Durata: - Spettatori: | Thailandia  |  | Egitto      |  |
| 24 agosto 2025 Palazzetto dello sport Huamark, Bangkok Durata: - Spettatori: | Paesi Bassi |  | Egitto      |  |
| 24 agosto 2025 Palazzetto dello sport Huamark, Bangkok Durata: - Spettatori: | Thailandia  |  | Svezia      |  |
| 26 agosto 2025 Palazzetto dello sport Huamark, Bangkok Durata: - Spettatori: | Svezia      |  | Egitto      |  |
| 26 agosto 2025 Palazzetto dello sport Huamark, Bangkok Durata: - Spettatori: | Thailandia  |  | Paesi Bassi |  |

##### Classifica
| Pos. | Squadra     | Pt | G | V | P | SV | SP | Ratio | PF | PS | Ratio |
| ---- | ----------- | -- | - | - | - | -- | -- | ----- | -- | -- | ----- |
| 1.   | Egitto      |    | 3 |   |   |    |    |       |    |    |       |
| 2.   | Paesi Bassi |    | 3 |   |   |    |    |       |    |    |       |
| 3.   | Svezia      |    | 3 |   |   |    |    |       |    |    |       |
| 4.   | Thailandia  |    | 3 |   |   |    |    |       |    |    |       |

      Qualificata agli ottavi di finale.

#### Girone B

##### Risultati
| 22 agosto 2025 Stadio municipale, Phuket Durata: - Spettatori: | Belgio |  | Cuba       |  |
| 22 agosto 2025 Stadio municipale, Phuket Durata: - Spettatori: | Italia |  | Slovacchia |  |
| 24 agosto 2025 Stadio municipale, Phuket Durata: - Spettatori: | Italia |  | Cuba       |  |
| 24 agosto 2025 Stadio municipale, Phuket Durata: - Spettatori: | Belgio |  | Slovacchia |  |
| 26 agosto 2025 Stadio municipale, Phuket Durata: - Spettatori: | Italia |  | Belgio     |  |
| 26 agosto 2025 Stadio municipale, Phuket Durata: - Spettatori: | Cuba   |  | Slovacchia |  |

##### Classifica
| Pos. | Squadra    | Pt | G | V | P | SV | SP | Ratio | PF | PS | Ratio |
| ---- | ---------- | -- | - | - | - | -- | -- | ----- | -- | -- | ----- |
| 1.   | Belgio     |    | 3 |   |   |    |    |       |    |    |       |
| 2.   | Cuba       |    | 3 |   |   |    |    |       |    |    |       |
| 3.   | Italia     |    | 3 |   |   |    |    |       |    |    |       |
| 4.   | Slovacchia |    | 3 |   |   |    |    |       |    |    |       |

      Qualificata agli ottavi di finale.

#### Girone C

##### Risultati
| 22 agosto 2025 CMECC, Chiang Mai Durata: - Spettatori: | Porto Rico |  | Francia    |  |
| 22 agosto 2025 CMECC, Chiang Mai Durata: - Spettatori: | Brasile    |  | Grecia     |  |
| 24 agosto 2025 CMECC, Chiang Mai Durata: - Spettatori: | Porto Rico |  | Grecia     |  |
| 24 agosto 2025 CMECC, Chiang Mai Durata: - Spettatori: | Brasile    |  | Francia    |  |
| 26 agosto 2025 CMECC, Chiang Mai Durata: - Spettatori: | Francia    |  | Grecia     |  |
| 26 agosto 2025 CMECC, Chiang Mai Durata: - Spettatori: | Brasile    |  | Porto Rico |  |

##### Classifica
| Pos. | Squadra    | Pt | G | V | P | SV | SP | Ratio | PF | PS | Ratio |
| ---- | ---------- | -- | - | - | - | -- | -- | ----- | -- | -- | ----- |
| 1.   | Brasile    |    | 3 |   |   |    |    |       |    |    |       |
| 2.   | Francia    |    | 3 |   |   |    |    |       |    |    |       |
| 3.   | Grecia     |    | 3 |   |   |    |    |       |    |    |       |
| 4.   | Porto Rico |    | 3 |   |   |    |    |       |    |    |       |

      Qualificata agli ottavi di finale.

#### Girone D

##### Risultati
| 22 agosto 2025 Palazzetto Korat Chatchai, N. Ratchasima Durata: - Spettatori: | Rep. Ceca   |  | Argentina |  |
| 22 agosto 2025 Palazzetto Korat Chatchai, N. Ratchasima Durata: - Spettatori: | Stati Uniti |  | Slovenia  |  |
| 24 agosto 2025 Palazzetto Korat Chatchai, N. Ratchasima Durata: - Spettatori: | Rep. Ceca   |  | Slovenia  |  |
| 24 agosto 2025 Palazzetto Korat Chatchai, N. Ratchasima Durata: - Spettatori: | Stati Uniti |  | Argentina |  |
| 26 agosto 2025 Palazzetto Korat Chatchai, N. Ratchasima Durata: - Spettatori: | Argentina   |  | Slovenia  |  |
| 26 agosto 2025 Palazzetto Korat Chatchai, N. Ratchasima Durata: - Spettatori: | Stati Uniti |  | Rep. Ceca |  |

##### Classifica
| Pos. | Squadra     | Pt | G | V | P | SV | SP | Ratio | PF | PS | Ratio |
| ---- | ----------- | -- | - | - | - | -- | -- | ----- | -- | -- | ----- |
| 1.   | Argentina   |    | 3 |   |   |    |    |       |    |    |       |
| 2.   | Rep. Ceca   |    | 3 |   |   |    |    |       |    |    |       |
| 3.   | Slovenia    |    | 3 |   |   |    |    |       |    |    |       |
| 4.   | Stati Uniti |    | 3 |   |   |    |    |       |    |    |       |

      Qualificata agli ottavi di finale.

#### Girone E

##### Risultati
| 23 agosto 2025 Palazzetto Korat Chatchai, N. Ratchasima Durata: - Spettatori: | Canada   |  | Bulgaria |  |
| 23 agosto 2025 Palazzetto Korat Chatchai, N. Ratchasima Durata: - Spettatori: | Turchia  |  | Spagna   |  |
| 25 agosto 2025 Palazzetto Korat Chatchai, N. Ratchasima Durata: - Spettatori: | Canada   |  | Spagna   |  |
| 25 agosto 2025 Palazzetto Korat Chatchai, N. Ratchasima Durata: - Spettatori: | Turchia  |  | Bulgaria |  |
| 27 agosto 2025 Palazzetto Korat Chatchai, N. Ratchasima Durata: - Spettatori: | Turchia  |  | Canada   |  |
| 27 agosto 2025 Palazzetto Korat Chatchai, N. Ratchasima Durata: - Spettatori: | Bulgaria |  | Spagna   |  |

##### Classifica
| Pos. | Squadra  | Pt | G | V | P | SV | SP | Ratio | PF | PS | Ratio |
| ---- | -------- | -- | - | - | - | -- | -- | ----- | -- | -- | ----- |
| 1.   | Bulgaria |    | 3 |   |   |    |    |       |    |    |       |
| 2.   | Canada   |    | 3 |   |   |    |    |       |    |    |       |
| 3.   | Spagna   |    | 3 |   |   |    |    |       |    |    |       |
| 4.   | Turchia  |    | 3 |   |   |    |    |       |    |    |       |

      Qualificata agli ottavi di finale.

#### Girone F

##### Risultati
| 23 agosto 2025 CMECC, Chiang Mai Durata: - Spettatori: | Rep. Dominicana |  | Colombia        |  |
| 23 agosto 2025 CMECC, Chiang Mai Durata: - Spettatori: | Cina            |  | Messico         |  |
| 25 agosto 2025 CMECC, Chiang Mai Durata: - Spettatori: | Rep. Dominicana |  | Messico         |  |
| 25 agosto 2025 CMECC, Chiang Mai Durata: - Spettatori: | Cina            |  | Colombia        |  |
| 27 agosto 2025 CMECC, Chiang Mai Durata: - Spettatori: | Colombia        |  | Messico         |  |
| 27 agosto 2025 CMECC, Chiang Mai Durata: - Spettatori: | Cina            |  | Rep. Dominicana |  |

##### Classifica
| Pos. | Squadra         | Pt | G | V | P | SV | SP | Ratio | PF | PS | Ratio |
| ---- | --------------- | -- | - | - | - | -- | -- | ----- | -- | -- | ----- |
| 1.   | Cina            |    | 3 |   |   |    |    |       |    |    |       |
| 2.   | Colombia        |    | 3 |   |   |    |    |       |    |    |       |
| 3.   | Messico         |    | 3 |   |   |    |    |       |    |    |       |
| 4.   | Rep. Dominicana |    | 3 |   |   |    |    |       |    |    |       |

      Qualificata agli ottavi di finale.

#### Girone G

##### Risultati
| 23 agosto 2025 Stadio municipale, Phuket Durata: - Spettatori: | Germania |  | Kenya    |  |
| 23 agosto 2025 Stadio municipale, Phuket Durata: - Spettatori: | Polonia  |  | Vietnam  |  |
| 25 agosto 2025 Stadio municipale, Phuket Durata: - Spettatori: | Germania |  | Vietnam  |  |
| 25 agosto 2025 Stadio municipale, Phuket Durata: - Spettatori: | Polonia  |  | Kenya    |  |
| 27 agosto 2025 Stadio municipale, Phuket Durata: - Spettatori: | Kenya    |  | Vietnam  |  |
| 27 agosto 2025 Stadio municipale, Phuket Durata: - Spettatori: | Polonia  |  | Germania |  |

##### Classifica
| Pos. | Squadra  | Pt | G | V | P | SV | SP | Ratio | PF | PS | Ratio |
| ---- | -------- | -- | - | - | - | -- | -- | ----- | -- | -- | ----- |
| 1.   | Germania |    | 3 |   |   |    |    |       |    |    |       |
| 2.   | Kenya    |    | 3 |   |   |    |    |       |    |    |       |
| 3.   | Polonia  |    | 3 |   |   |    |    |       |    |    |       |
| 4.   | Vietnam  |    | 3 |   |   |    |    |       |    |    |       |

      Qualificata agli ottavi di finale.

#### Girone H

##### Risultati
| 23 agosto 2025 Palazzetto dello sport Huamark, Bangkok Durata: - Spettatori: | Giappone |  | Camerun |  |
| 23 agosto 2025 Palazzetto dello sport Huamark, Bangkok Durata: - Spettatori: | Serbia   |  | Ucraina |  |
| 25 agosto 2025 Palazzetto dello sport Huamark, Bangkok Durata: - Spettatori: | Giappone |  | Ucraina |  |
| 25 agosto 2025 Palazzetto dello sport Huamark, Bangkok Durata: - Spettatori: | Serbia   |  | Camerun |  |
| 27 agosto 2025 Palazzetto dello sport Huamark, Bangkok Durata: - Spettatori: | Giappone |  | Serbia  |  |
| 27 agosto 2025 Palazzetto dello sport Huamark, Bangkok Durata: - Spettatori: | Ucraina  |  | Camerun |  |

##### Classifica
| Pos. | Squadra  | Pt | G | V | P | SV | SP | Ratio | PF | PS | Ratio |
| ---- | -------- | -- | - | - | - | -- | -- | ----- | -- | -- | ----- |
| 1.   | Camerun  |    | 3 |   |   |    |    |       |    |    |       |
| 2.   | Giappone |    | 3 |   |   |    |    |       |    |    |       |
| 3.   | Serbia   |    | 3 |   |   |    |    |       |    |    |       |
| 4.   | Ucraina  |    | 3 |   |   |    |    |       |    |    |       |

      Qualificata agli ottavi di finale.

### Fase finale
|  | Ottavi di finale | Ottavi di finale | Ottavi di finale |  |  | Quarti di finale | Quarti di finale | Quarti di finale |   |   | Semifinali | Semifinali | Semifinali |   |   | Finale          | Finale          | Finale          |  |
|  |                  |                  |                  |  |  |                  |                  |                  |   |   |            |            |            |   |   |                 |                 |                 |  |
|  | -                | -                | -                |  |  |                  |                  |                  |   |   |            |            |            |   |   |                 |                 |                 |  |
|  | -                | -                | -                |  |  | -                | -                | -                |   |   |            |            |            |   |   |                 |                 |                 |  |
|  | -                | -                | -                |  |  | -                | -                | -                |   |   |            |            |            |   |   |                 |                 |                 |  |
|  | -                | -                | -                |  |  |                  |                  |                  |   |   | -          | -          | -          |   |   |                 |                 |                 |  |
|  | -                | -                | -                |  |  |                  |                  | -                | - | - |            |            |            |   |   |                 |                 |                 |  |
|  | -                | -                | -                |  |  | -                | -                | -                |   |   |            |            |            |   |   |                 |                 |                 |  |
|  | -                | -                | -                |  |  | -                | -                | -                |   |   |            |            |            |   |   |                 |                 |                 |  |
|  | -                | -                | -                |  |  |                  |                  |                  |   |   | -          | -          | -          |   |   |                 |                 |                 |  |
|  | -                | -                | -                |  |  |                  |                  |                  |   |   |            |            | -          | - | - |                 |                 |                 |  |
|  | -                | -                | -                |  |  | -                | -                | -                |   |   |            |            |            |   |   |                 |                 |                 |  |
|  | -                | -                | -                |  |  | -                | -                | -                |   |   |            |            |            |   |   |                 |                 |                 |  |
|  | -                | -                | -                |  |  |                  |                  |                  |   |   | -          | -          | -          |   |   | Finale 3º posto | Finale 3º posto | Finale 3º posto |  |
|  | -                | -                | -                |  |  |                  |                  | -                | - | - |            |            |            |   |   |                 |                 |                 |  |
|  | -                | -                | -                |  |  | -                | -                | -                |   |   |            |            |            |   |   | -               | -               | -               |  |
|  | -                | -                | -                |  |  | -                | -                | -                |   |   | -          | -          | -          |   |   |                 |                 |                 |  |
|  | -                | -                | -                |  |  |                  |                  |                  |   |   |            |            |            |   |   |                 |                 |                 |  |

#### Ottavi di finale
| 29 agosto 2025 Palazzetto dello sport Huamark, Bangkok Durata: - Spettatori:    |
| 29 agosto 2025 Palazzetto dello sport Huamark, Bangkok Durata: - Spettatori:    |
| 30 agosto 2025 Palazzetto dello sport Huamark, Bangkok Durata: - Spettatori:    |
| 30 agosto 2025 Palazzetto dello sport Huamark, Bangkok Durata: - Spettatori:    |
| 31 agosto 2025 Palazzetto dello sport Huamark, Bangkok Durata: - Spettatori:    |
| 31 agosto 2025 Palazzetto dello sport Huamark, Bangkok Durata: - Spettatori:    |
| 1º settembre 2025 Palazzetto dello sport Huamark, Bangkok Durata: - Spettatori: |
| 1º settembre 2025 Palazzetto dello sport Huamark, Bangkok Durata: - Spettatori: |

#### Quarti di finale
| 3 settembre 2025 Palazzetto dello sport Huamark, Bangkok Durata: - Spettatori: |
| 3 settembre 2025 Palazzetto dello sport Huamark, Bangkok Durata: - Spettatori: |
| 4 settembre 2025 Palazzetto dello sport Huamark, Bangkok Durata: - Spettatori: |
| 4 settembre 2025 Palazzetto dello sport Huamark, Bangkok Durata: - Spettatori: |

#### Semifinali
| 6 settembre 2025 Palazzetto dello sport Huamark, Bangkok Durata: - Spettatori: |
| 6 settembre 2025 Palazzetto dello sport Huamark, Bangkok Durata: - Spettatori: |

#### Finale 3º posto
| 7 settembre 2025 Palazzetto dello sport Huamark, Bangkok Durata: - Spettatori: |

#### Finale
| 7 settembre 2025 Palazzetto dello sport Huamark, Bangkok Durata: - Spettatori: |

## Classifica finale
| Pos     | Squadra | Rosa |
| ------- | ------- | ---- |
| Oro     |         |      |
| Argento |         |      |
| Bronzo  |         |      |
| 4.      |         |      |
| 5.      |         |      |
| 6.      |         |      |
| 7.      |         |      |
| 8.      |         |      |
| 9.      |         |      |
| 10.     |         |      |
| 11.     |         |      |
| 12.     |         |      |
| 13.     |         |      |
| 14.     |         |      |
| 15.     |         |      |
| 16.     |         |      |
| 17.     |         |      |
| 18.     |         |      |
| 19.     |         |      |
| 20.     |         |      |
| 21.     |         |      |
| 22.     |         |      |
| 23.     |         |      |
| 24.     |         |      |
| 25.     |         |      |
| 26.     |         |      |
| 27.     |         |      |
| 28.     |         |      |
| 29.     |         |      |
| 30.     |         |      |
| 31.     |         |      |
| 32.     |         |      |